# The Bobby Fuller Four
The Bobby Fuller Four — рок-н-ролльная группа середины 1960-х годов, основанная Бобби Фуллером в городе Эль-Пасо, штат Техас, в 1962 году. В группу входили, кроме самого Бобби Фуллера в качестве лидера и вокалиста, его брат Ренди (бас-гитара), Джим Риз (ритм-гитара) и Девейн Кинко (ударные).
Группа наиболее известна по ставшей в их исполнении хитом песне «I Fought the Law». (Написана же песня была бывшим лид-гитаристом Бадди Холли Сонни Кёртисом). С ней The Bobby Fuller Four достигли 9 места в Горячей сотне «Билборда» 22 февраля 1966 года.
Песня «I Fought the Law» в исполнении группы The Bobby Fuller Four входит в составленный Залом славы рок-н-ролла список 500 Songs That Shaped Rock and Roll.

## Дискография
См. «The Bobby Fuller Four § Discography» в англ. разделе.

## Состав
- Бо́бби Фу́ллер — вокал, гитара
- Ре́нди Фуллер — бас-гитара
- Джим Риз —ритм-гитара
- Деве́йн Кирико — ударные[9][10][11]